# Auma Obama

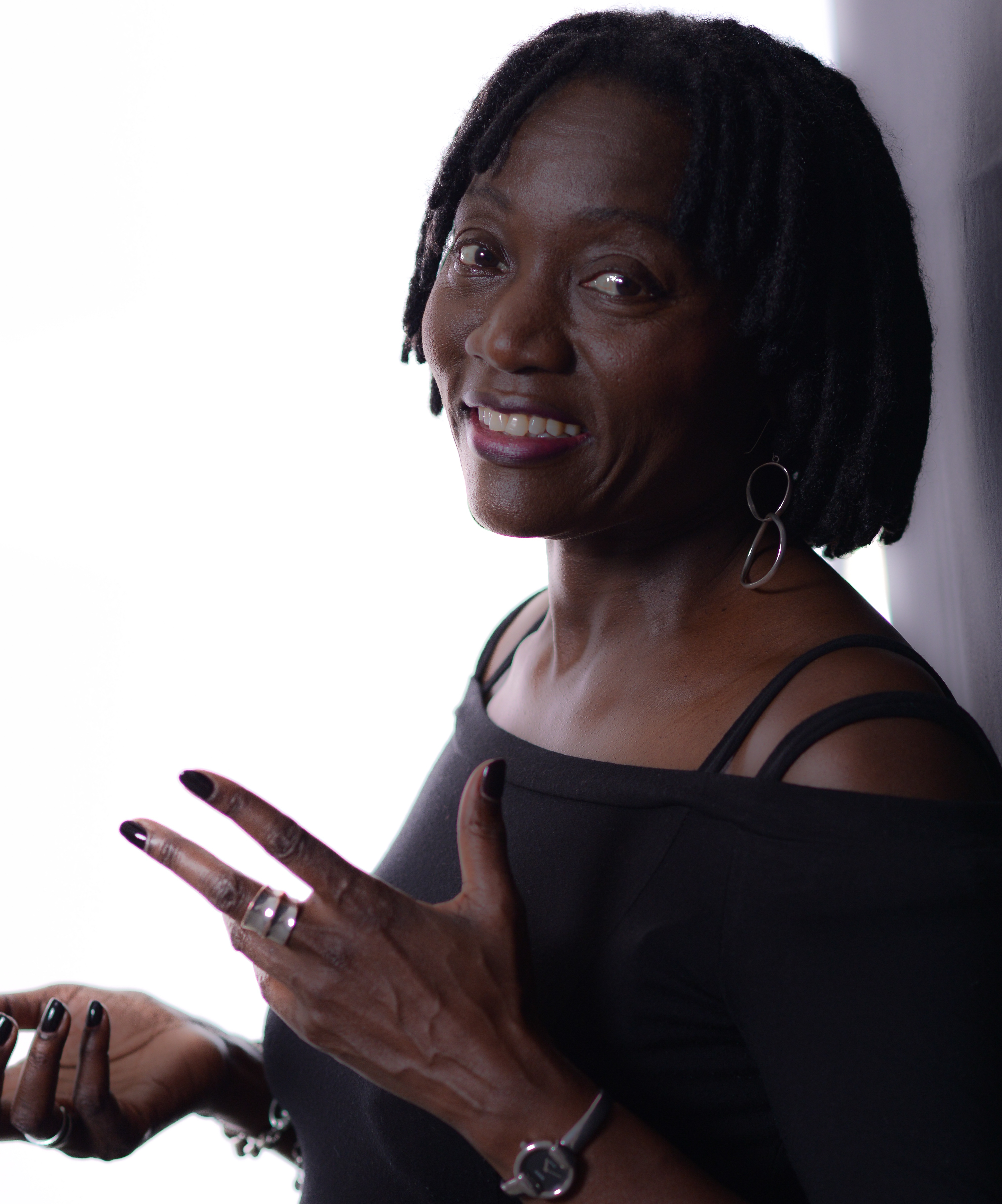
Auma Obama (2016)

Rita Auma Obama (* 1960 in Nairobi) ist eine kenianische Germanistin, Soziologin, Journalistin und Autorin. Sie ist die ältere Halbschwester des ehemaligen US-Präsidenten Barack Obama.

## Leben
Auma Obama wurde als Tochter des Regierungsbeamten Barack Obama sen. (1936–1982) und der Hausfrau Kezia Obama geboren. Sie hat sechs Geschwister. Ihre Schulausbildung erhielt Auma Obama auf einem Mädcheninternat in Nairobi. Sie lebte zuerst bei ihrer Mutter und den Großeltern väterlicherseits, später zog sie zu ihrem Vater.
Aufgrund ihrer Faszination für deutsche Autoren wie Heinrich Böll und Wolfgang Borchert, deren Werke sie auf Englisch las, begann sie 1980 mit Hilfe eines Stipendiums des DAAD ein Studium der Germanistik und Soziologie in Deutschland. Ihr Studium führte sie nach Saarbrücken, Heidelberg und Berlin, wo sie an der Deutschen Film- und Fernsehakademie eingeschrieben war. 1996 wurde sie an der Universität Bayreuth promoviert. In ihrer Doktorarbeit verglich sie die Konzeption von Arbeit und die Einstellung zur Arbeit in Deutschland und Kenia. Anschließend war sie für die Friedrich-Ebert-Stiftung in der Erwachsenenbildung tätig. Thematisch beschäftigt sie sich – auch als freie Journalistin – mit Afrika und dem Afrika-Bild der Deutschen.
1996 heiratete Obama den Briten Ian Manners; mit ihm hat sie eine Tochter. Die Ehe wurde nach kurzer Zeit geschieden. In Großbritannien leistete sie soziale Arbeit mit Jugendlichen. Seit 2010 lebte Auma Obama in Kenia. Dort war sie auch mehrere Jahre für die Hilfsorganisation CARE International tätig. Zu ihren Aufgaben gehört die Koordination der Initiative „Sports for social Change“ und Teilprojekte davon wie z. B. „Box-Girls“, einer Initiative zur Stärkung des Selbstbewusstseins von Mädchen. Im Zeitraum Juli 2010 bis Dezember 2012 war sie Mitglied im Stiftungsrat der Jacobs Foundation.
Mit Auftritten im deutschen Fernsehen wie etwa bei Beckmann (2008 und 2010), in der NDR Talk Show (2010), bei Maybrit Illner (2011), im Kölner Treff (2014) und durch Zeitungsinterviews wurde sie einer breiteren Öffentlichkeit bekannt. Im Herbst 2010 veröffentlichte Obama ihre Autobiografie Das Leben kommt immer dazwischen. Stationen einer Reise, ausschließlich in deutscher Sprache.
Auma Obama ist Initiatorin und Vorstandsvorsitzende der Auma Obama Foundation – Sauti Kuu. Sauti Kuu ist Kiswahili und bedeutet im Deutschen „Starke Stimmen“. Die Stiftung verfolgt das Ziel, Kindern in Afrika die Möglichkeit zu geben, ihr eigenes Leben selbst zu bestimmen. Zudem ist sie Vorstandsmitglied der Kilimandscharo-Initiative in Nairobi (Kenia), die einmal im Jahr ein Event organisiert, bei dem benachteiligte Jugendliche den Kilimandscharo, Afrikas höchsten Berg, besteigen. Auch ist Auma Obama seit 2014 Schirmherrin des internationalen Storymoja Festivals in Kenia.

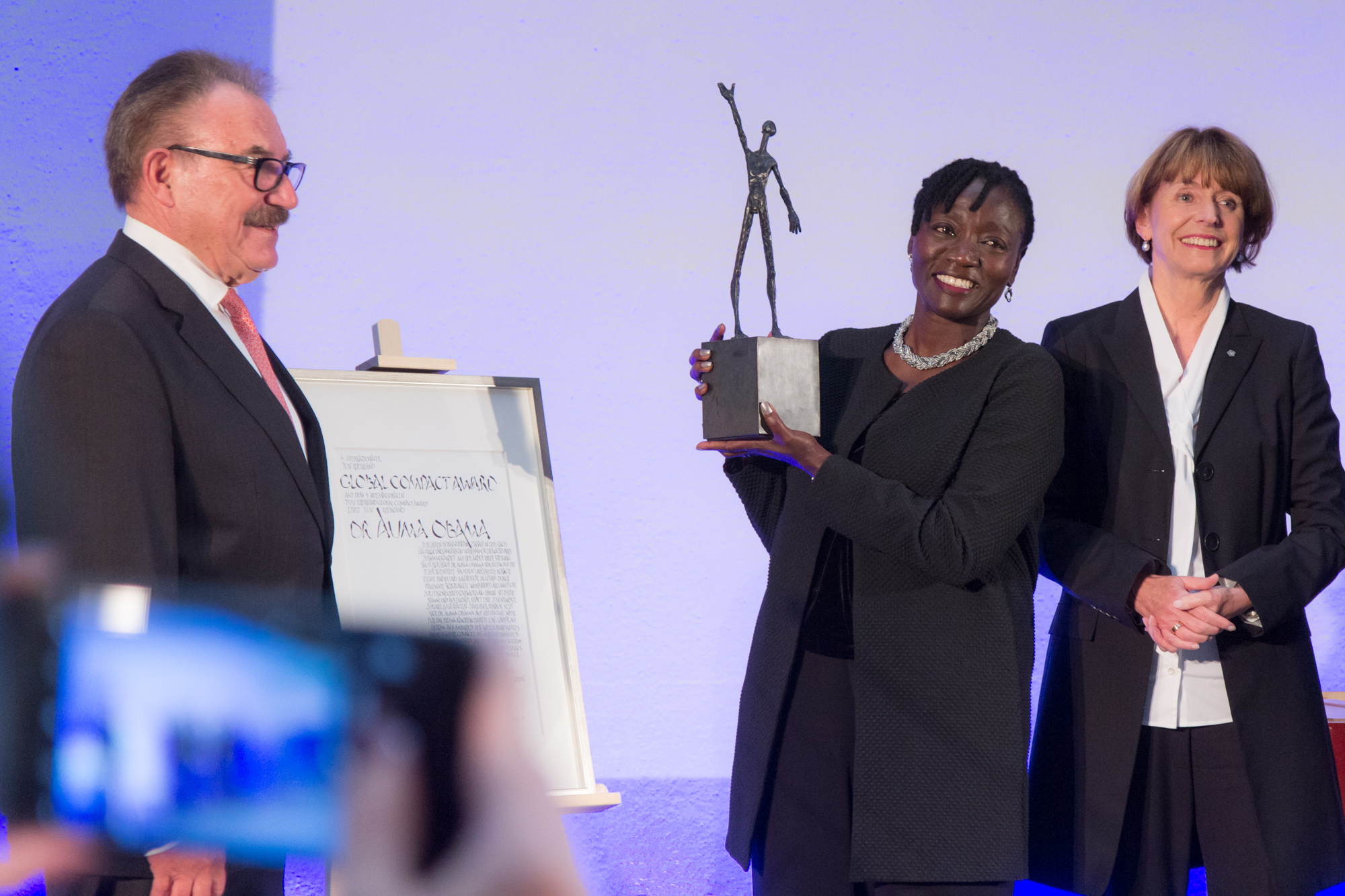
Auszeichnung mit dem International TÜV Rheinland Global Compact Award

Im Juli 2015 wurde Obama Mitglied des Kuratoriums der Stiftung Lesen, gehört diesem Gremium jedoch inzwischen nicht mehr an. Sie war die Gastgeberin für 1900 prominente Gäste, als am 2. November 2015 im Friedrichstadt-Palast engagierte Jugendliche für ihren ehrenamtlichen Einsatz mit dem Act Now Jugend Award ausgezeichnet wurden.
Im Jahr 2017 wurde sie in Köln mit dem zum vierten Mal vergebenen Internationalen TÜV Rheinland Global Compact Award ausgezeichnet. Bei der Verleihung wurde ihr die von dem Künstler Hannes Helmke eigens für den Preis angefertigte Bronzeplastik „Der Griff nach den Sternen“ überreicht.
2019 wurde ihr der Hans-Rosenthal-Ehrenpreis unter anderem für die Sauti Kuu Foundation zugesprochen. Obama ist Mitglied des World Future Council. Beim Wiener Opernball 2019 war sie Logengast des österreichischen Bundespräsidenten Alexander Van der Bellen.
Vom 26. Februar bis zum 14. Mai 2021 nahm Obama an der 14. Staffel der RTL-Tanzshow Let’s Dance teil, ihr Tanzpartner war Andrzej Cibis. Sie erreichten das Viertelfinale und belegten schließlich Platz 5.

## Beziehung zu Barack Obama
Auma Obama hatte erstmals im Jahr 1984 im Alter von 24 Jahren Kontakt zu ihrem Halbbruder Barack Obama, der damals als Community Organizer in Chicago arbeitete. Er schrieb ihr einen Brief nach Heidelberg, ihrem damaligen Studienort. Im selben Jahr besuchte sie ihn in den USA. Über seine erste Begegnung im Jahr 1984 mit seiner älteren Halbschwester schrieb Barack 1995 in seinem Buch Dreams from My Father:

„Mir war, als hätte jemand meine Welt auf den Kopf gestellt, als wäre ich aufgewacht und eine blaue Sonne stünde an einem gelben Himmel oder als hörte ich Tiere wie Menschen sprechen.“

Beide reisten später gemeinsam durch Kenia und arbeiteten ihre Familiengeschichte auf. Während des Präsidentschaftswahlkampfes 2008 gehörte Auma Obama zum Wahlkampfteam ihres Halbbruders und war Kontaktperson zu den Unterstützern.

## Autobiografie

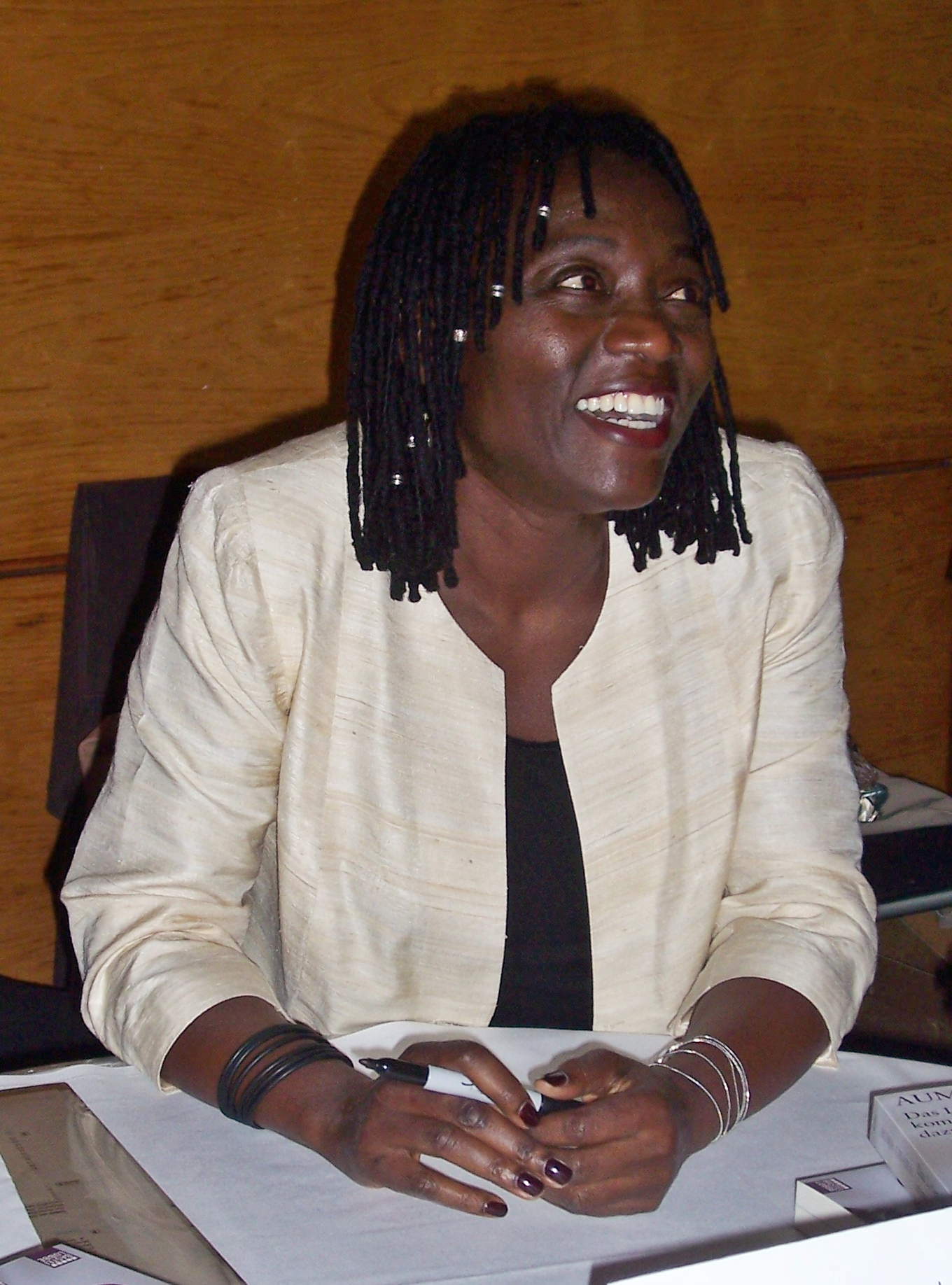
Auma Obama beim Signieren ihres Buches nach einer Podiumsdiskussion auf dem deutschen Katholikentag 2012

- Das Leben kommt immer dazwischen. Stationen einer Reise. Lübbe, Köln 2010, ISBN 978-3-7857-2403-3.

## Dokumentarfilm
Der Werdegang Auma Obamas wurde 2011 von ihrer früheren Studienkollegin, der Regisseurin Branwen Okpako, in einem Dokumentarfilm mit dem Titel The Education of Auma Obama verarbeitet (deutscher Titel: Die Geschichte der Auma Obama). Darin geht es unter anderem um ihre Beziehung zu ihrem Vater und zu ihrem Halbbruder Barack Obama sowie ihre Ausbildung in Deutschland. Die deutsche TV-Erstausstrahlung erfolgte am 7. Februar 2012 im ZDF.